# 10
Évszázadok: i. e. 1. század – 1. század – 2. század
Évtizedek: i. e. 30-as évek – i. e. 20-as évek – i. e. 10-es évek – i. e. 1-es évek – 1-es évek – 10-es évek – 20-as évek – 30-as évek – 40-es évek – 50-es évek – 60-as évek
Évek: 5 – 6 – 7 – 8 –  9 – 10 – 11 – 12 – 13 – 14 – 15

## Események

### Római Birodalom
- Publius Cornelius Dolabellát (helyettese Servius Cornelius Lentulus Maluginensis) és Caius Junius Silanust (helyettese Quintus Iunius Blaesus) választják consulnak.
- Augustus császár Germaniába küldi Tiberiust, hogy az előző évi katasztrofális teutoburgi vereség után stabilizálja a Rajna mentén húzódó határvonalat.
- Rómában felszentelik a felújított Concordia-templomot.
- Illyricum provinciát Felső- (Dalmácia) és Alsó-Illyricum (a későbbi Pannonia) részekre bontják.

### Kína
- Vang Mang császár gazdasági reformokat vezet be: egy állami hivatal felvásárolja a túltermelt árucikkeket és eladja ha hiány van belőlük; a vállalkozásoknak az állam 3%-os kamattal hitelez; "lustaságadót" vezetnek be a meg nem művelt földek, nem használt házak után vagy azoknak, akik nem hajlandóak dolgozni; 10%-os jövedelemadót vezetnek be; pénzreformjával 28-féle érmét vezetnek be, ami gazdasági katasztrófát okoz, mert az emberek nem képesek megkülönböztetni a hamis pénzt az igazitól - végül csak kettő marad forgalomban, de titokban inkább a korábbi császárok pénzeit használják.

### India
- Radzsuvula indo-szkíta nagyszatrapa Kelet-Pandzsábban megdönti II. Sztratón, az utolsó indo-görög uralkodó hatalmát.

## Születések
- Alexandriai Hérón, görög mérnök (hozzávetőleges időpont)
- Linusz pápa (hozzávetőleges időpont)
- Liu Pen-ce, kínai bábcsászár
- Caius Ofonius Tigellinus, római katona, a praetoriánus gárda parancsnoka

## Halálozások
- Didümosz Khalkenterosz, görög grammatikus
- Idősebb Hillél, zsidó teológus

## Fordítás
- Ez a szócikk részben vagy egészben  a(z)   10 című német Wikipédia-szócikk ezen változatának fordításán alapul.  Az eredeti cikk szerkesztőit annak laptörténete sorolja fel. Ez a jelzés csupán a megfogalmazás eredetét és a szerzői jogokat jelzi, nem szolgál a cikkben szereplő információk forrásmegjelöléseként.